# Zapasy na Letnich Igrzyskach Olimpijskich 1988 – kategoria do 48 kg w stylu wolnym
Zmagania mężczyzn do 48 kg to jedna z dziesięciu męskich konkurencji w zapasach w stylu wolnym rozgrywanych podczas Letnich Igrzysk Olimpijskich 1988. Pojedynki w tej kategorii wagowej odbyły się w dniach 27 – 29 września.

## Klasyfikacja[1]
| Pozycja | Nazwisko                    | Kraj              |
| ------- | --------------------------- | ----------------- |
| 1       | Takashi Kobayashi           | Japonia           |
| 2       | Iwan Conow                  | Bułgaria          |
| 3       | Siergiej Karamczakow        | ZSRR              |
| 4       | Tim Vanni                   | Stany Zjednoczone |
| 5       | Reiner Heugabel             | RFN               |
| 6       | İlyas Şükrüoğlu             | Turcja            |
| 7       | Volker Anger                | NRD               |
| 8       | Naser Zejnalnija            | Iran              |
| 9       | Rajesh Kumar                | Indie             |
| 9       | Mohamed El-Messouti         | Syria             |
| 11      | Javier Delgado              | Kolumbia          |
| 11      | Mohammad Razigul            | Afganistan        |
| 13      | Suryadi Gunawan             | Indonezja         |
| 13      | Amos Ojo                    | Nigeria           |
| 15      | Alfredo Marcuño             | Hiszpania         |
| 15      | Hour Jiunn-yih              | Chińskie Tajpej   |
| 15      | Liang Dejin                 | Chiny             |
| 15      | Tümendemberelijn Süchbaatar | Mongolia          |
| 19      | Lee Sang-ho                 | Korea Południowa  |

## Zasady
Uczestnicy zostali podzieleni na dwie grupy. Zawodnik który przegrał dwie walki odpadł z dalszej rywalizacji.
- TF — Łopatki
- SP — Przewaga (12-14 punktów różnicy, pokonany zdobył punkty)
- SO — Przewaga (12-14 punktów różnicy, pokonany bez punktów)
- ST — Przewaga (15 punktów różnicy, przewaga techniczna)
- PP — Na punkty (Pokonany zdobył punkty)
- PO — Na punkty (Pokonany bez punktów)
- P0 — Pasywność (Bez punktów)
- P1 — Pasywność (Przy prowadzeniu różnicą 1-11 punktów)
- PA — Kontuzja
- DQ — Dyskwalifikacja/Walkower
- DNA  — Zawodnik nie przystąpił do walki

## Wyniki

### Rundy eliminacyjne

#### Grupa A
| Liczba porażek | Zawodnik                    | Wynik    | Czas/Punkty | Zawodnik                    | Liczba porażek |         |
| Runda 1        | Runda 1                     | Runda 1  | Runda 1     | Runda 1                     | Runda 1        | Runda 1 |
| -------------- | --------------------------- | -------- | ----------- | --------------------------- | -------------- | ------- |
| 0              | Reiner Heugabel             | 4-0 TF   | 3:52        | Tümendemberelijn Süchbaatar | 1              |         |
| 1              | Liang Dejin                 | 1-3 PP   | 7-13        | Rajesh Kumar                | 0              |         |
| 0              | Mohammad Razigul            | 3-1 PP   | 12-3        | Suryadi Gunawan             | 1              |         |
| 0              | Siergiej Karamczakow        | 3-1 PP   | 7-1         | Iwan Conow                  | 1              |         |
| 0              | Volker Anger                | 3-1 PP   | 14-5        | Hour Jiunn-Yih              | 1              |         |
| Runda 2        |                             |          |             |                             |                |         |
| 0              | Reiner Heugabel             | 4-0 TF   | 2:55        | Liang Dejin                 | 2              |         |
| 2              | Tümendemberelijn Süchbaatar | 1-3 PP   | 6-7         | Rajesh Kumar                | 0              |         |
| 1              | Mohammad Razigul            | 1-3 PP   | 2-12        | Siergiej Karamczakow        | 0              |         |
| 2              | Suryadi Gunawan             | 1-3 PP   | 4-10        | Volker Anger                | 0              |         |
| 1              | Iwan Conow                  | 4-0 ST   | 19-3        | Hour Jiunn-Yih              | 2              |         |
| Runda 3        |                             |          |             |                             |                |         |
| 0              | Reiner Heugabel             | 3.5-0 SO | 12-0        | Rajesh Kumar                | 1              |         |
| 2              | Mohammad Razigul            | 1-3 PP   | 3-10        | Iwan Conow                  | 1              |         |
| 0              | Siergiej Karamczakow        | 3-0 PO   | 2-0         | Volker Anger                | 1              |         |
| Runda 4        |                             |          |             |                             |                |         |
| 0              | Reiner Heugabel             | 2-0 P0   | 5:01        | Siergiej Karamczakow        | 1              |         |
| 2              | Rajesh Kumar                | 1-3 PP   | 8-11        | Iwan Conow                  | 1              |         |
| 1              | Volker Anger                |          |             | Bez walki                   |                |         |
| Runda 5        |                             |          |             |                             |                |         |
| 2              | Volker Anger                | 0-3 P1   | 4:28        | Reiner Heugabel             | 0              |         |
| 1              | Siergiej Karamczakow        |          |             | Bez walki                   |                |         |
| 1              | Iwan Conow                  |          |             | Bez walki                   |                |         |
| Runda 6        |                             |          |             |                             |                |         |
| 1              | Iwan Conow                  | 3-0 PO   | 3-0         | Reiner Heugabel             | 1              |         |
| 1              | Siergiej Karamczakow        |          |             | Bez walki                   |                |         |

#### Klasyfikacja
| Zawodnik                    | Przegrane | Runda | Punkty |
| --------------------------- | --------- | ----- | ------ |
| Iwan Conow                  | 1         | -     | 14     |
| Siergiej Karamczakow        | 1         | -     | 9      |
| Reiner Heugabel             | 1         | -     | 16.5   |
| Volker Anger                | 2         | 5     | 6      |
| Rajesh Kumar                | 2         | 4     | 7      |
| Mohammad Razigul            | 2         | 3     | 5      |
| Suryadi Gunawan             | 2         | 2     | 2      |
| Hour Jiunn-Yih              | 2         | 2     | 1      |
| Liang Dejin                 | 2         | 2     | 1      |
| Tümendemberelijn Süchbaatar | 2         | 2     | 1      |

#### Grupa B
| Liczba porażek | Zawodnik            | Wynik     | Czas/Punkty | Zawodnik          | Liczba porażek |         |
| Runda 1        | Runda 1             | Runda 1   | Runda 1     | Runda 1           | Runda 1        | Runda 1 |
| -------------- | ------------------- | --------- | ----------- | ----------------- | -------------- | ------- |
| 1              | Alfredo Marcuño     | 0-4 ST    | 0-16        | Tim Vanni         | 0              |         |
| 1              | Lee Sang-ho         | 0-4 PA    | 0:44        | Takashi Kobayashi | 0              |         |
| 0              | Naser Zejnalnija    | 4-0 ST    | 17-0        | Javier Delgado    | 1              |         |
| 0              | İlyas Şükrüoğlu     | 3-1 PP    | 8-1         | Amos Ojo          | 1              |         |
| 0              | Mohamed El-Messouti |           |             | Bez walki         |                |         |
| Runda 2        |                     |           |             |                   |                |         |
| 0              | Mohamed El-Messouti | 3-1 PP    | 10-3        | Alfredo Marcuño   | 2              |         |
| 1              | Tim Vanni           | 0-4 TF    | 1:48        | Takashi Kobayashi | 0              |         |
| 0              | Naser Zejnalnija    | 3-1 PP    | 4-3         | İlyas Şükrüoğlu   | 1              |         |
| 1              | Javier Delgado      | 3-1 PP    | 8-6         | Amos Ojo          | 2              |         |
| 1              | Lee Sang-ho         | DNA       |             |                   |                |         |
| Runda 3        |                     |           |             |                   |                |         |
| 1              | Mohamed El-Messouti | .5-3.5 SP | 1-13        | Tim Vanni         | 1              |         |
| 0              | Takashi Kobayashi   | 4-0 TF    | 3:23        | Naser Zejnalnija  | 1              |         |
| 2              | Javier Delgado      | 1-3 PP    | 6-9         | İlyas Şükrüoğlu   | 1              |         |
| Runda 4        |                     |           |             |                   |                |         |
| 2              | Mohamed El-Messouti | 0-4 ST    | 0-15        | Takashi Kobayashi | 0              |         |
| 1              | Tim Vanni           | 4-0 TF    | 4:25        | Naser Zejnalnija  | 2              |         |
| 1              | İlyas Şükrüoğlu     |           |             | Bez walki         |                |         |
| Runda 5        |                     |           |             |                   |                |         |
| 2              | İlyas Şükrüoğlu     | 1-3 PP    | 3-5         | Tim Vanni         | 1              |         |
| 0              | Takashi Kobayashi   |           |             | Bez walki         |                |         |
| Runda 6        |                     |           |             |                   |                |         |
| 0              | Takashi Kobayashi   | 3-1 PP    | 6-5         | İlyas Şükrüoğlu   | 3              |         |
| 1              | Tim Vanni           |           |             | Bez walki         |                |         |

#### Klasyfikacja
| Zawodnik            | Przegrane | Runda | Punkty |
| ------------------- | --------- | ----- | ------ |
| Takashi Kobayashi   | 0         | -     | 19     |
| Tim Vanni           | 1         | -     | 14.5   |
| İlyas Şükrüoğlu     | 3         | 6     | 9      |
| Naser Zejnalnija    | 2         | 4     | 7      |
| Mohamed El-Messouti | 2         | 4     | 3.5    |
| Javier Delgado      | 2         | 3     | 4      |
| Amos Ojo            | 2         | 2     | 2      |
| Alfredo Marcuño     | 2         | 2     | 1      |
| Lee Sang-ho         | 1         | 1     | 0      |

### Runda finałowa[14]
| Zawodnik                  | Wynik                 | Czas/Punkty           | Zawodnik              |                       |
| Pojedynek o 7 miejsce     | Pojedynek o 7 miejsce | Pojedynek o 7 miejsce | Pojedynek o 7 miejsce | Pojedynek o 7 miejsce |
| ------------------------- | --------------------- | --------------------- | --------------------- | --------------------- |
| Volker Anger              | 4-0 DQ                |                       | Naser Zejnalnija      |                       |
| Pojedynek o 5 miejsce     |                       |                       |                       |                       |
| Reiner Heugabel           | 3-0 P1                | 4:27                  | İlyas Şükrüoğlu       |                       |
| Pojedynek o brązowy medal |                       |                       |                       |                       |
| Siergiej Karamczakow      | 3-1 PP                | 3-1                   | Tim Vanni             |                       |
| Finał                     |                       |                       |                       |                       |
| Iwan Conow                | .5-3.5 SP             | 4-16                  | Takashi Kobayashi     |                       |